# Sidney Keyes
Sidney Arthur Kilworth Keyes född 27 maj 1922 i Dartford, Kent, död 29 april 1943 i Tunisien, var en brittisk poet.
Keyes föddes i Dartford, Kent. Hans far var officer i armén, och som barn växte Keyes upp hos sin farfar. Han studerade vid Dartford Grammar School, Tonbridge School och vid Oxfords universitet där han blev vän med poeten John Heath-Stubbs. Vid andra världskrigets utbrott tog han värvning i armén 1942 och tjänstgjorde i Tunisien som löjtnant. Han tjänstgjorde i två veckor innan han stupade i strid, en månad innan sin 21:a födelsedag. 
1943 blev han postumt tilldelad Hawthornden Prize.

### Utgivet på svenska
- Dikter 1950

## Priser och utmärkelser
- Hawthornden Prize 1943 för The Cruel Solstice och The Iron Laurel